# Tephrozosterops
Tephrozosterops is een monotypisch geslacht van zangvogels uit de familie Zosteropidae (brilvogels).

## Soorten
De enige soort is:
- Tephrozosterops stalkeri – Karopibrilvogel